# 2,2'-联降冰片烷
2,2'-联降冰片烷是一种有机化合物，化学式为C14H22。它可以在三(2-降冰片烷基)氢化铝锂在二氯甲烷中经双(吡啶)合三氧化铬氧化得到，或在降冰片烯的催化氢低聚反应中得到。